# Дивний порок синьйори Ворд
«Дивний порок синьйори Ворд» (італ. Lo strano vizio della signora Wardh) — італійсько-іспанський кінофільм у жанрі джалло 1971 року, знятий режисером Серджо Мартіно, з Едвіж Фенек у головній ролі.

## Сюжет
Модна та приваблива Джулі Ворд повертається до Відня разом із чоловіком-дипломатом Нілом. Місто тероризує серійний убивця з бритвою, жертвами якого стають гарні жінки. У житті Джулі знову з'являється її колишній коханець Жан, який відрізняється садистськими нахилами, але жінка відкидає його спроби відновити стосунки. Через свою подругу Керол Джулі знайомиться з красенем і багатієм Джорджем, який приголомшує її, поки чоловік в черговий раз відсутній. Пристрасний роман Джулі та Джорджа супроводжується шантажем з боку Жана. У той же час таємничий вбивця з бритвою сфокусував свою увагу на синьйорі Ворд.

## У ролях
- Джордж Хілтон: Джордж Корро
- Едвіж Фенек: Джулі Ворд
- Крістіна Айрольді: Керол Бакстер
- Мануель Гілл: доктор Харбе
- Карло Аліг'єро: комісар
- Іван Рассімов: Жан
- Альберто де Мендоса: Ніл Ворд
- Бруно Кораццарі: вбивця
- Бріціо Монтінаро: гість на вечірці
- Анна Пучі: дівчина вбита під душем
- Міра Відотто: офіціантка
- Летиція Легір: повія, убита на початку фільму

## Знімальна група
- Режисер: Серджо Мартіно
- Сценарій: Едуардо Манзарос Брокеро, Вітторіо Каронія, Ернесто Гастальді
- Продюсери: Антоніо Крещенці, Лучано Мартіно
- Оператор: Еміліо Форіскот
- Композитор: Нора Орланді
- Художники: Хайма Перез Куберо, Хосе Луїз Галісія
- Монтаж: Еудженіо Алабізо
- Грим: Маріо Ді Сальвіо